# Crnogorski fudbalski kup 2008-2009
La Crnogorski fudbalski kup 2008-2009 (in italiano Coppa montenegrina di calcio 2008-2009), conosciuta anche come Kup Crne Gore u fudbalu 2008-2009, fu la 3ª edizione della coppa del Montenegro di calcio.
Il detentore era il Mogren. In questa edizione la coppa fu vinta dal Petrovac (al suo 1º titolo) che sconfisse in finale il Lovćen.

## Formula
La formula è quella dell'eliminazione diretta, in caso si parità al 90º minuto si va direttamente ai tiri di rigore senza disputare i tempi supplementari (eccetto in finale). Gli accoppiamenti sono decisi tramite sorteggio.

### Calendario
| Turno            | Numero di incontri | Squadre | Entrano in questo turno          | Date                           |
| ---------------- | ------------------ | ------- | -------------------------------- | ------------------------------ |
| Primo turno      | 14                 | 30 → 16 | Tutte eccetto Mogren e Budućnost | 17 settembre 2008              |
| Ottavi di finale | 16                 | 16 → 8  | Mogren e Budućnost               | 22 ottobre e 5 novembre 2008   |
| Quarti di finale | 8                  | 8 → 4   | –                                | 26 novembre e 10 dicembre 2008 |
| Semifinali       | 4                  | 4 → 2   | –                                | 15 e 29 aprile 2009            |
| Finale           | 1                  | 2 → 1   | –                                | 13 maggio 2009                 |

### Squadre partecipanti
Partecipano 30 squadre: le 12 della Prva liga, le 12 della Druga liga e le 6 finaliste delle tre coppe regionali (Nord, Centro e Sud).
Prva liga
- Budućnost
- Dečić
- Grbalj
- Kom
- Jedinstvo Bijelo Polje
- Jezero
- Lovćen
- Mogren
- Petrovac
- Rudar Pljevlja
- Sutjeska
- Zeta

Druga liga
- Arsenal Tivat
- Berane
- Bokelj
- Bratstvo
- Čelik Nikšić
- Crvena Stijena
- Ibar
- Mladost Podgorica
- Mornar
- Otrant-Olympic
- Ribnica
- Zabjelo

Treća liga
- Blue Star Podgorica (finalista Centro)
- Cetinje (vincitore Sud)
- Napredak Berane (finalista Nord)
- Pljevlja (vincitore Nord)
- Sloga Bar (finalista Sud)
- Zora (vincitore Centro)

## Primo turno
Mogren e Budućnost esentate in quanto finaliste della Crnogorski fudbalski kup 2007-2008.
| Squadra 1              | Risultato       | Squadra 2      |
| ---------------------- | --------------- | -------------- |
| 17.09.2008             |                 |                |
| Bokelj                 | 0 – 1           | Rudar Pljevlja |
| Jezero                 | 2 – 0           | Bratstvo       |
| Zabjelo                | 0 – 4           | Zeta           |
| Zora                   | 0 – 1           | Dečić          |
| Blue Star Podgorica    | 0 – 0 (2-4 dtr) | Sutjeska       |
| Kom                    | 3 – 1           | Arsenal Tivat  |
| Berane                 | 1 – 1 (5-6 dtr) | Lovćen         |
| Pljevlja               | 0 – 1           | Petrovac       |
| Jedinstvo Bijelo Polje | 3 – 0           | Čelik Nikšić   |
| Sloga Bar              | 0 – 2           | Otrant-Olympic |
| Cetinje                | 1 – 0           | Ibar           |
| Ribnica                | 0 – 2           | Mornar         |
| 18.09.2008             |                 |                |
| Mladost Podgorica      | 1 – 0           | Grbalj         |
| Napredak Berane        | 0 – 3           | Crvena Stijena |

## Ottavi di finale
| Squadra 1      | Totale | Squadra 2              | Andata     | Ritorno    |
| -------------- | ------ | ---------------------- | ---------- | ---------- |
|                |        |                        | 22.10.2008 | 05.11.2008 |
| Lovćen         | 3 – 1  | Jezero                 | 2 – 0      | 1 – 1      |
| Budućnost      | 6 – 0  | Dečić                  | 4 – 0      | 2 – 0      |
| Petrovac       | 5 – 0  | Otrant-Olympic         | 2 – 0      | 3 – 0      |
| Rudar Pljevlja | 3 – 2  | Mladost Podgorica      | 2 – 1      | 1 – 1      |
| Mornar         | 2 – 1  | Kom                    | 2 – 0      | 0 – 1      |
| Zeta           | 2 – 4  | Jedinstvo Bijelo Polje | 2 – 2      | 0 – 2      |
| Cetinje        | 0 – 2  | Sutjeska               | 0 – 0      | 0 – 2      |
| Crvena Stijena | 0 – 5  | Mogren                 | 0 – 2      | 0 – 3      |

## Quarti di finale
| Squadra 1              | Totale          | Squadra 2      | Andata     | Ritorno    |
| ---------------------- | --------------- | -------------- | ---------- | ---------- |
|                        |                 |                | 26.11.2008 | 10.12.2008 |
| Mogren                 | 1 – 3           | Petrovac       | 1 – 2      | 0 – 1      |
| Jedinstvo Bijelo Polje | 0 – 6           | Rudar Pljevlja | 0 – 1      | 0 – 5      |
| Sutjeska               | 1 – 1 (3-4 dtr) | Lovćen         | 1 – 0      | 0 – 1      |
| Budućnost              | 3 – 1           | Mornar         | 3 – 1      | 0 – 0      |

## Semifinali
| Squadra 1      | Totale          | Squadra 2 | Andata     | Ritorno    |
| -------------- | --------------- | --------- | ---------- | ---------- |
|                |                 |           | 15.04.2009 | 29.04.2009 |
| Budućnost      | 2 – 2 (gfc)     | Lovćen    | 1 – 2      | 1 – 0      |
| Rudar Pljevlja | 0 – 0 (3-5 dtr) | Petrovac  | 0 – 0      | 0 – 0      |

## Finale
| Squadra 1  | Risultato   | Squadra 2 |
| ---------- | ----------- | --------- |
| 13.05.2009 |             |           |
| Petrovac   | 1 – 0 (dts) | Lovćen    |

| Arbitro: | Pavle Radovanović (Podgorica) |

| |            | |
| Rotković 118’ | Marcatori  | |
| Braić Popović Mrvaljević (96' Bojović) Mikijelj Jakić Obradović Lopičić Graovac (120' Kovačević) Dragičević Divanović (78' Rotković) Kopunović | Formazioni | Drašković Ćetković Popović Tatar Nikolić (64' Đurović) Adrović Meštar Nedović (46' Stanojević) Milan Radović Miljan Radović Jablan |
| Gardašević | Allenatori | Malovrazić |